# Marquês de Castelo Melhor
Marquês de Castelo Melhor foi um título criado por D. José I, por carta de 10 de Outubro de 1766, a favor de José de Vasconcelos e Sousa Caminha Câmara Faro e Veiga, 4.° conde de Castelo Melhor. 
Titulares
1. José de Vasconcelos e Sousa Caminha Câmara Faro e Veiga (1706-1769), 4.° conde de Castelo Melhor;
2. António José de Vasconcelos e Sousa da Câmara Caminha Faro e Veiga (1738-1801), 6.° conde da Calheta;
3. Afonso de Vasconcelos e Sousa da Câmara Caminha Faro e Veiga (1783–1827), 7.° conde da Calheta;
4. António de Vasconcelos e Sousa da Câmara Caminha Faro e Veiga (1816-1858), 8.° conde da Calheta;
5. João de Vasconcelos e Sousa Camara Caminha Faro e Veiga (1841-1878), 9.° conde da Calheta;
6. Helena Maria de Vasconcelos e Sousa (1836-1900); irmã do anterior em virtude desse apenas ter gerado uma filha;
7. D. Helena Maria de Vasconcelos e Sousa Ximenes (1871-1932), 10.ª condessa da Calheta.

Após a implementação da República e o fim do sistema nobiliárquico, foram pretendentes ao título D. Bernardo Manuel de Vasconcelos e Sousa (1890-1964) e, atualmente, D. Bernardo de Vasconcelos e Sousa (1957-).